# Office central d'études de matériel de chemins de fer
L'Office central d'études de matériel de chemins de fer (OCEM) a été créé en France après la Première Guerre mondiale.
La nécessité de normaliser et d'unifier les règles de fabrication du matériel roulant entre les différents réseaux de chemins de fer s'était fait sentir lors de l'utilisation intensive qui en avait été faite pendant la guerre.
L'office fut créé le 21 août 1919 avec comme principal instigateur le réseau de l'État. Il se composait de quatre bureaux d'études distincts :
- voitures et wagons ;
- électrification ;
- locomotives à vapeur ;
- moyens d'essai du matériel.

L'OCEM n'a eu aucune influence dans le domaine de la traction utilisant des moteurs à combustion interne (locomotives, locotracteurs et autorails).
Il fut dissous le 1er janvier 1938 lors de la création de la Société nationale des chemins de fer français (SNCF) et de cette dissolution naquit :
- la division des études des locomotives (DEL),
- la division des études des voitures (DEV),
- la division des études de la traction électrique (DETE),
- la division des études des autorails et de la traction diesel (DEA).

Très naturellement de nombreux matériels, dont la conception est issue de cet office, comportent le terme OCEM dans leur dénomination. On trouve ainsi :
- locomotives à vapeur : 241-101 État et 140 A 1 à 170 PLM (futures : 5-140 J 1 à 170 SNCF) ;
- automotrices électriques (partie caisse) : Z 23100 PO et Z 23400 PO-MIDI (Z 4100 et Z 4400 SNCF) ;
- voitures de grandes lignes "semi-métalliques" pour le réseau AL ;
- voitures et fourgons de grandes lignes métalliques (construction rivée puis soudée) ;
- véhicules métalliques construits pour l'Administration des Postes ;
- voitures de banlieue métalliques : État « Talbot » et à étage ETAT ;
- wagons unifiés (couverts, plats, tombereaux, citernes, fourgons) ;
- bogies pour matériel roulant ;
- cadres (conteneurs).

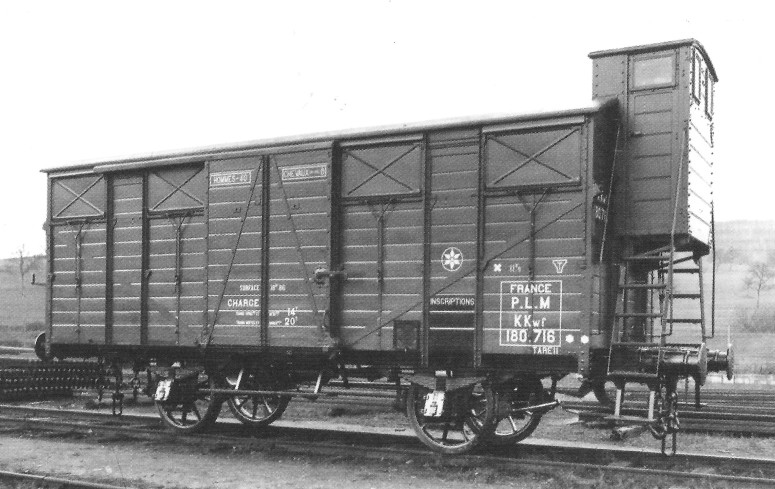
Wagon couvert OCEM 19 du PLM.
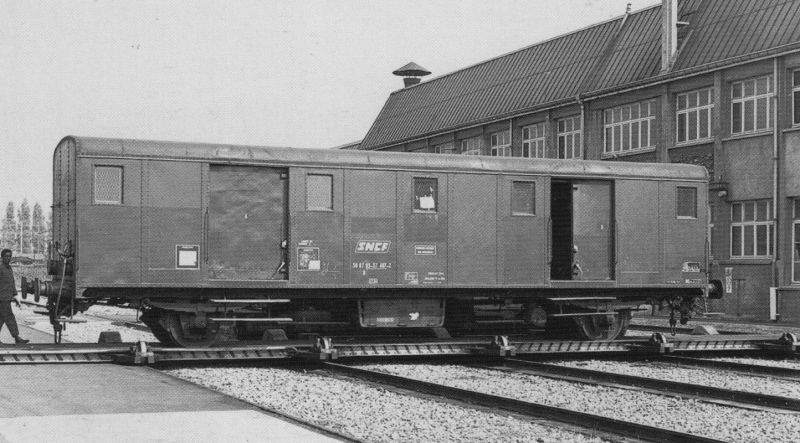
Fourgon OCEM 30 de la SNCF.
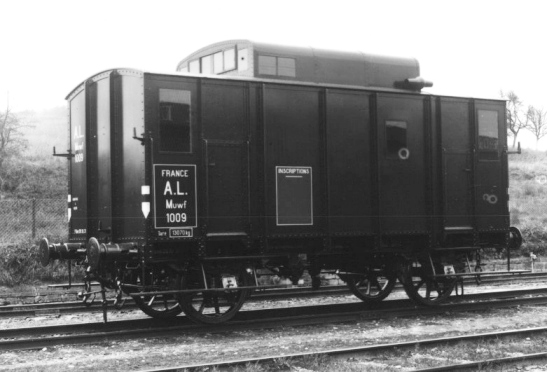
Fourgon OCEM 31 de l'AL.